# Îles de la mer de Corail
Les îles de la mer de Corail (en anglais : Coral Sea Islands Territory) sont un groupe de petits îlots et récifs tropicaux de la mer de Corail, situé au nord-est du Queensland, en Australie. Leur distance jusqu'aux côtes australiennes varie d'environ 390 à 530 km. L'île Willis, la seule terre habitée, se trouve à 433 km de Hayter Point, au sud-sud-est de Cairns. Cependant une première ligne de récifs se situe à une distance depuis la côte comprise entre 190 et 250 km. On compte une trentaine de récifs et atolls, dont une douzaine submergés en permanence ou n'émergeant qu'à marée basse.  On peut compter 51 îlots et cayes (dont 18 dans le seul récif Lihou), dont quelques-uns soutiennent de la végétation. Certains atolls ne font que quelques kilomètres de diamètre, alors qu'on y trouve aussi le second plus grand atoll au monde, Lihou, qui a un lagon de 100 × 30 km et entoure donc une surface d'environ 2 500 km2. Le code FIPS 10-4 du territoire est CR, tandis qu'ISO 3166 le comprend dans AU (Australie).

## Géographie
La superficie totale émergée du territoire n'est que d'environ 5 km2. Les atolls sont dispersés dans plus d'un million de kilomètres carrés d'océan. Les îlots Willis sont une aire de nidification importante pour les oiseaux marins et les tortues.

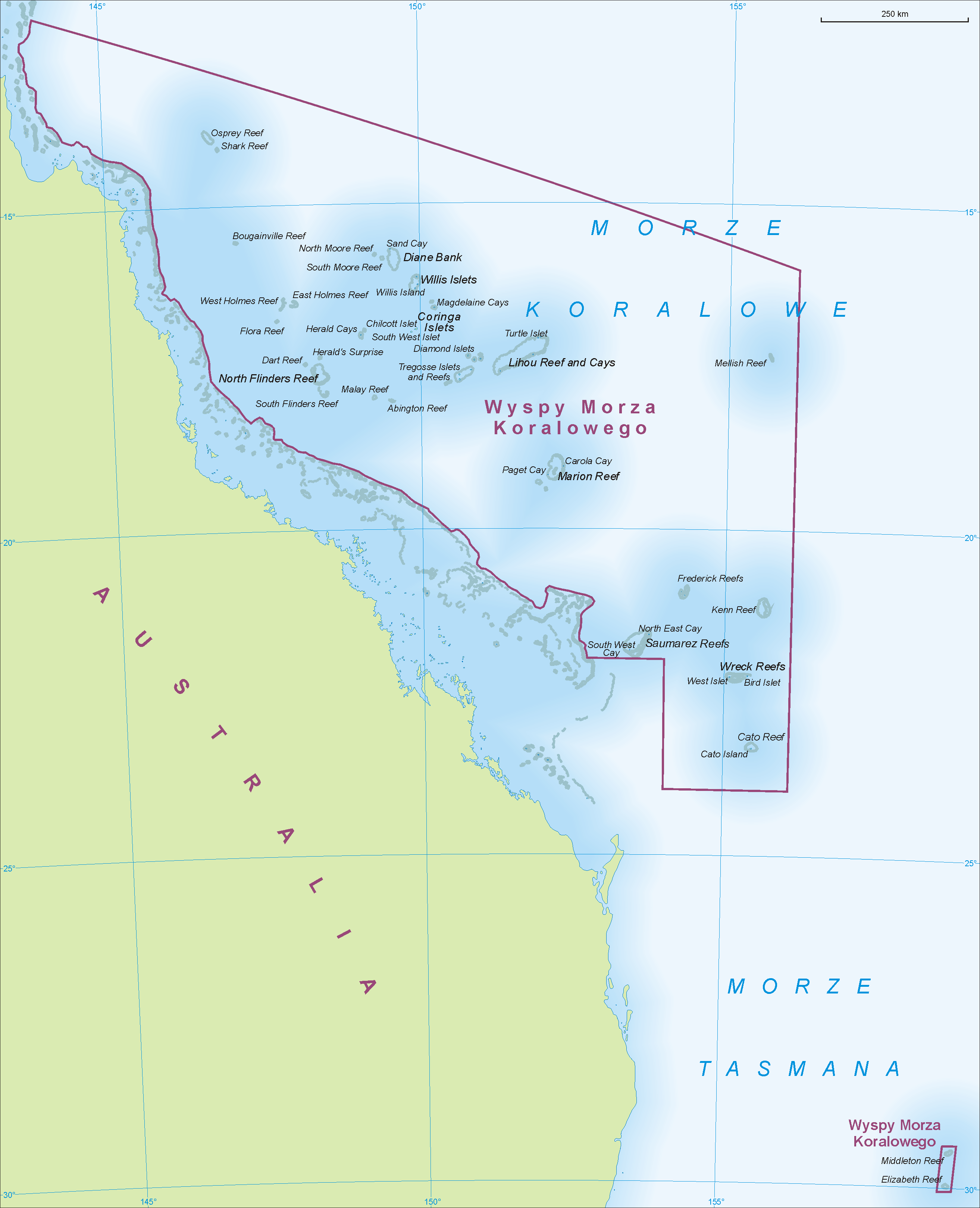
Carte détaillée du territoire des Îles de la Mer de Corail. La frontière occidentale de la plus grande zone est celle de la grande barrière de Corail ; les autres frontières délimitent approximativement l'étendue des eaux territoriales mais n'incluent pas entièrement toute la zone économique exclusive.

Les atolls forment deux groupes, tandis que le récif Mellish, à l'est, et les récifs Middleton et Elizabeth, au sud, sont groupés séparément :

### Groupe du nord-ouest
1. Récif Osprey (atoll submergé de forme ovale, 25×12 km, environ 195 km2, lagon atteignant 30 m de profondeur)
2. Récif Shark (petit récif linéaire submergé, 15 km au sud du récif Osprey, hauts-fonds de 7,8 m)
3. Récif Bougainville (petit atoll, 2,5×4 km, 8 km², émergeant à mi-marée)
4. Récif East Holmes (atoll submergé, 14×10 km, 125 km²)
5. Récif West Holmes (atoll submergé 6 km à l'est du récif East Holmes, 18×7 km, 125 km², lagon ouvert sur l'ouest, deux petits cayes)
6. Récif Flora (petit atoll submergé, 5×4 km, 12 km²)
7. Banc Diane (atoll submergé, hauts-fonds de moins de 10 m sur 65×25 km, 1 300 km², extrémité nord à 3 m de la surface, avec le Caye Sand au nord-ouest, atteignant 3 m d'altitude)
8. Récif North Moore (petit atoll submergé, 4×3 km, 8 km², lagon ouvert sur le nord-ouest)
9. Récif South Moore (petit récif submergé, 5 km au sud du récif North Moore)
10. Îlots Willis (atoll submergé, 45×19 km, plus de 500 km², 3 îlots du côté nord-ouest : caye North, îlot Mid (presque 8 m de haut), îlot South ou Willis (10 m de haut))
11. Cayes Magdelaine & îlots Coringa (un grand atoll partiellement submergé, presque 90×30 km, 1500 km², 2 îlots dans les cayes Magdelaine au nord : îlot North West (approx. 0,2 km²) et caye South East (0,37 km²); 2 îlots parmi les Coringa 50 à 60 km plus au sud-ouest : îlot Southwest ou Coringa (0,173 km²), et îlot Chilcott (0.163 km²))
12. Cayes Herald, caye Northeast (entourés d'un récif 3×3 km, 6 km², surface émergée 0,34 km²)
13. Cayes Herald, caye Southwest (4 km au sud-ouest du caye Northeast, entourés d'un récif 2×2 km, 3 km², surface émergée 0,188 km²)
14. Récif Lihou (le plus grand atoll de la mer de Corail, 2 500 km², surface émergée 0,91 km²). Il a été déclaré une réserve naturelle le 16 août 1982, couvrant une surface de 8 440 km².
15. Îlots Diamond & récifs Tregosse (grand atoll partiellement submergé, 100×52 km, plus de 3 000 km², avec 4 îlots et 2 petits récifs submergés au nord-est et au sud-est : îlots West Diamond, Central Diamond, et East Diamond au nord-est, et îlot South Diamond, récifs East Tregosse et West Tregosse au sud)
16. Récif North Flinders (grand atoll, 34×23 km, 600 km², avec 2 îlots, le plus grand étant caye Flinders : 200 m de long, altitude 3 m)
17. Récif South Flinders (atoll, 15×5 km, 60 km²)
18. Herald's Surprise (petit récif submergé au nord des récifs Flinders, 3×2 km)
19. Récif Dart (petit récif submergé au nord-ouest des récifs Flinders, 3×3 km, 6 km² incluant un petit lagon ouvert au nord)
20. Récif Malay (petit récif submergé, mal défini)
21. Récif Abington (récif presque émergé, 4×2.5 km, 7 km²)
22. Récif Marion (grand atoll circulaire comprenant trois unités importantes du côté est : Marion, Long et Wansfell, et un certain nombre de récifs plus petits à l'ouest). Ce récif couronne le plateau Marion sous-marin, séparé du plateau de la mer de Corail, plus grand, au nord par la fosse Townsville. Trois petits cayes sablonneux se trouvent à l'est du récif Marion : Paget, sur le récif Long, Carola, au sud de ce même récif, et Brodie, sur le récif Wansfell.

Les atolls du groupe nord-ouest, à l'exception d'Osprey et Shark au nord, et Marion au sud, se trouvent sur le plateau de la mer de Corail (ou plateau Queensland), qui ne dépasse jamais 1 000 m de profondeur.
Les récifs Flinders (North et South), Herald's Surprise et récif Dart forment un groupe de récifs couvrant 66×26 km.
Les cayes Magdelaine, îlots Coringa et cayes Herald font partie des 8856 km² de la Coringa-Herald National Nature Reserve, créée le 16 août 1982 et située à 400 km à l'est de Cairns et à entre 220 et 320 km de la Grande barrière de corail. Les 6 îlots de cette réserve naturelle ont des surfaces entre 0,16 et 0,37 km², pour un total de 1,24 km².

### Récif Mellish
1. Le récif Mellish, à 300 km à l'est du groupe du Nord-Ouest, est le plus éloigné du continent australien. Il ne fait pas partie d'un groupe. Il a la forme d'un boomerang, long de 10 km et large de 3 km, avec une surface de 25 km². Les récifs environnants, qui enserrent un étroit lagon, sont submergés à marée haute. Près du centre du lagon se trouve la seule partie émergée de façon permanente : l'îlot Heralds-Beacon. C'est un petit caye de 600×120 m, 0,057 km², de quelques mètres d'altitude.

### Groupe du sud-est
1. Récifs Frederick : ces récifs forment un lagon incomplet, Anchorage Sound, ouvert du côté nord. Le complexe mesure environ 10×4 km, avec une surface de 30 km². Du côté sud se trouve la caye Observatory, le seul émergé en permanence.
2. Récif Kenn (atoll submergé, 15×8 km, 40 km², îlot Caye Observatory Cay au sud-est, 2 m d'altitude)
3. Récifs Saumarez : les récifs les plus méridionaux du plateau de la mer de Corail; trois récifs principaux et de nombreux récifs plus petits, arrangés en croissant de lune ouvert au nord-ouest, 27×14 km, moins de 300 km². Il y a deux cayes sablonneux : North East et South West.
4. Récifs Wreck (atoll 25×5 km, 75 km², ouvert au nord ; parmi les îlots on compte Bird, West et Porpoise)
5. Récif Cato : le banc Cato fait 21×13 km, 200 km², hauts-fonds de moins de 17 m ; le récif Cato encercle une surface de 3,3×1,8 km, 5 km2; l'île Cato, dans la partie ouest du lagon, fait 650×300 m, 1,5 km², 6 m d'altitude. Au coin sud-est du banc se trouve Hutchison Rock, avec seulement 1 m de tirant d'eau.

### Extrême sud
Les récifs Elizabeth et Middleton, avec les récifs entourant l'île Lord Howe (Nouvelle-Galles du Sud), 150 km plus au sud, sont considérés comme les formations coralliennes les plus méridionales au monde. Leur emplacement, où des courants océaniques tropicaux et tempérés se rencontrent, contribue à un assemblage particulièrement diversifié d'espèces marines. Ces atolls, n'émergeant qu'à marée basse, ont été ajoutés au territoire en 1989. Ils se trouvent sur la ride Lord Howe de la mer de Tasman. Depuis le 23 décembre 1987, ils formaient la Elizabeth and Middleton Reefs Marine National Nature Reserve, d'une surface de 1880 km² (soit un peu moins de 60 % de leurs eaux territoriales à 12 milles nautiques).
1. Récif Middleton Reef, atoll, 8,9×6,3 km, 37 km², un îlot : Elizabeth, sans végétation, 600×400 m (0,2 km²), sommet à 1,5 m.
2. Récif Elizabeth Reef, atoll, 8,2×5,5 km, 51 km², un îlot : The Sound, 100×70 m (0,005 km²), sommet à 0,8 m.

## Histoire
Le territoire fut créé en 1969 par le Coral Sea Islands Act ; auparavant, ces terres étaient considérées faire partie du Queensland. En 1997, le territoire fut agrandi pour inclure les récifs Middleton et Elizabeth, presque 800 km plus au sud, dans la mer de Tasman. Ces deux récifs sont plus près de l'Île Lord Howe (Nouvelle-Galles du Sud) qui est à environ 150 km) que de l'île la plus méridionale du reste du territoire, l'Île Cato. Les îles, cayes et récifs de la Grande Barrière ne font pas partie du territoire mais appartiennent au Queensland. L'extérieur de la Grande Barrière marque en fait la frontière entre le Queensland et le territoire des Îles de la Mer de Corail.
Le territoire est une possession australienne, administrée depuis Canberra par le ministère australien de l'environnement (Australian Department of the Environment), qui supervise les activités des visiteurs.  La défense du territoire est aussi une responsabilité de l'Australie, et il est patrouillé par la Marine royale australienne (Royal Australian Navy). Une zone de pêche exclusive de 200 milles marins (370 km) entoure le territoire. Cette zone économique exclusive australienne est cependant voisine de celles de Papouasie-Nouvelle-Guinée au nord, des Îles Salomon au nord-est, et de la France (en Nouvelle-Calédonie) à l'est (à seulement 127 km environ dans sa frontière commune la plus rapprochée entre les récifs australiens de Kenn et les récifs néo-calédoniens Bampton et Chesterfield).

## Climat
On trouve des postes météorologiques automatisés sur plusieurs des îles. Il n'y aucune activité économique ni de population permanente, seulement un personnel de trois ou quatre personnes chargées de gérer la station météorologique de l'Île Willis (Îlot Sud), établie en 1921.
Des postes météorologiques automatisés se trouvent sur les récifs et atolls suivants :
- Récif Bougainville
- Île Cato
- Récif Flinders (Flinders Coral Cay)
- Récifs Frederick
- Récif Holmes
- Récif Lihou (Îlot Turtle)
- Récif Marion
- Récif Moore

Les Îles de la mer de Corail ont un climat tropical de savane (Köppen: Aw). Les îles sont modérées par les alizés qui soufflent toute l'année, et du coup, les températures ne varient pas beaucoup: d'un minimum de 16,4 ºC le 5 août 1930 à un maximum de 35,2 ºC le 9 février 2002. Pendant que la précipitation moyenne est modérée : vers 1067.9 millimètres par année, c'est concentré primairement en l'été austral. Entre décembre et mai, il y a une saison humide, où les averses et les orages sont abondants, grâce à les alizés nord-est. Cependant, entre juin et novembre, il y a une saison sèche, parce que les îles sont trop au nord pour permettre aux fronts froids d'y arriver.
| Mois                                            | jan. | fév.  | mars  | avril | mai  | juin | jui. | août | sep. | oct. | nov. | déc. | année   |
| ----------------------------------------------- | ---- | ----- | ----- | ----- | ---- | ---- | ---- | ---- | ---- | ---- | ---- | ---- | ------- |
| Température minimale moyenne (°C)               | 26,1 | 26,1  | 25,7  | 25,2  | 24,2 | 23,1 | 22,5 | 22,4 | 23,1 | 24   | 25   | 25,9 | 24,5    |
| Température maximale moyenne (°C)               | 30,8 | 30,8  | 29,9  | 29    | 27,8 | 26,7 | 26,2 | 26,4 | 27,4 | 28,6 | 29,8 | 30,8 | 28,7    |
| Record de froid (°C)                            | 20,7 | 20,9  | 20,8  | 18,9  | 19,9 | 16,9 | 17,2 | 16,4 | 18,6 | 18,9 | 20,9 | 21,1 | 16,4    |
| Record de chaleur (°C)                          | 35,1 | 35,2  | 33,8  | 33,9  | 31,5 | 32,2 | 29,8 | 30   | 31,6 | 32,4 | 33,6 | 34,8 | 35,2    |
| Précipitations (mm)                             | 174  | 197,2 | 246,3 | 98,7  | 72,5 | 44,5 | 42,5 | 18,2 | 7,1  | 17,6 | 49,4 | 99,9 | 1 067,9 |
| dont nombre de jours avec précipitations ≥ 1 mm | 11,7 | 11,7  | 14,4  | 9,5   | 7,3  | 6,5  | 4,4  | 3,4  | 1,5  | 2,1  | 4,4  | 7,6  | 84,5    |
| Humidité relative (%)                           | 74   | 78    | 76    | 74    | 72   | 70   | 67   | 67   | 66   | 67   | 69   | 70   | 71      |

## Phares
Des phares se trouvent sur les récifs et atolls suivants :
- Récif Bougainville
- Îlot East Diamond
- Récifs Frederick
- Récif Lihou
- Récif Saumarez